# Геном

Схематичне зображення ДНК в еукаріотів: клітина — клітинне ядро — хромосома — ДНК.

Гено́м — це повний набір генетичної інформації в організмі. Геном надає всю інформацію, необхідну організму для функціонування.
У живих організмах геном зберігається в довгих молекулах ДНК, які називаються хромосомами; або, у випадку деяких вірусів, у РНК. Невеликі ділянки ДНК, які називаються генами, і складаються з певних послідовностей нуклеотидів, кодують молекули РНК, з інформації яких синтезуються білкові молекули, необхідні організму. В еукаріотів геном кожної клітини міститься в клітинному ядрі, оточеному мембраною. Прокаріоти, які не містять внутрішніх мембран, зберігають свій геном у ділянці цитоплазми, яка називається нуклеоїдом. Також до геному відносять весь позахромосомний генетичний матеріал, в який входять мітохондріальна, пластидна ДНК, плазміди тощо.
Геном служить комплексним планом, який керує ростом, розвитком, функціонуванням і розмноженням усіх живих організмів. Вивчення геномів лежить в основі сучасної біології, розгадуючи таємниці різноманітності життя, еволюції та фундаментальних біологічних процесів. Поняття геному охоплює не лише послідовність нуклеотидів, які складають генетичний матеріал, але й складне розташування генів, регуляторних елементів і некодуючих ділянок у хромосомах організму.
Удосконалення технологій, зокрема секвенування ДНК, революціонізувало нашу здатність розшифровувати й аналізувати геноми різних видів, від простих бактерій до складних багатоклітинних організмів, включаючи людей. Цей прогрес призвів до новаторських відкриттів, що проливають світло на генетичні варіації, еволюційні зв’язки та складні мережі, що лежать в основі біологічних систем. Геноміка, як наука, досліджує геном, включаючи організацію, функції та взаємодію генів в організмі.

## Історія

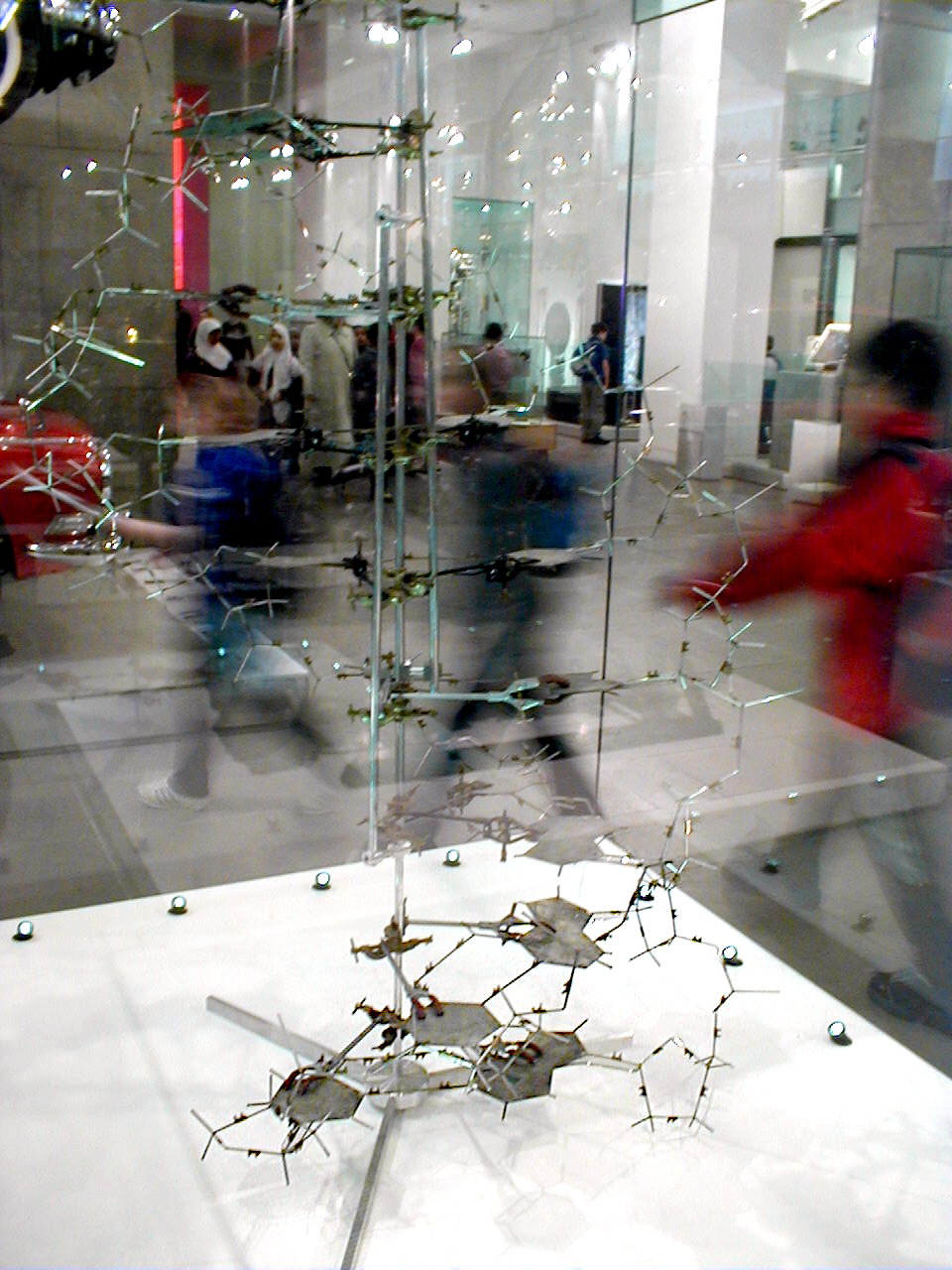
Модель ДНК, створена Френсісом Кріком і Джеймсом Вотсоном у 1953 році (Музеї науки в Лондоні)

### Передумови
Дослідження спадковості сягають століть, а ранні спостереження Грегора Менделя в середині 19 століття заклали основу сучасної генетики. Експерименти Менделя з рослинами гороху, задокументовані в його статті «Досліди з гібридизації рослин» у 1866 році, встановили принципи успадкування та існування дискретних (розрізнених) спадкових одиниць.

### Відкриття структури ДНК
Пошуки ідентифікації молекули, відповідальної за спадковість, тривали в 20 столітті, завершившись новаторською роботою Джеймса Вотсона та Френсіса Кріка. У 1953 році вони з’ясували структуру подвійної спіралі ДНК, що стало ключовим моментом в історії молекулярної біології. Їх основоположна наукова стаття «Молекулярна структура нуклеїнових кислот: структура нуклеїнової кислоти дезоксирибози», опублікована в провідному науковому журналі Nature, окреслила структуру молекули ДНК, яка розкриває, як генетична інформація кодується та передається.

### Секвенування геному
Вивчення геномів значно просунулося з розвитком технологій секвенування ДНК. Представлення Фредеріком Сенгером першого методу секвенування в 1970-х роках, описане в науковій статті «Секвенуванні з інгібіторами, що обривають ланцюг» (1977), зробило революцію в галузі та проклало шлях для наступних інновацій у підходах до секвенування.

### Проєкт геному людини

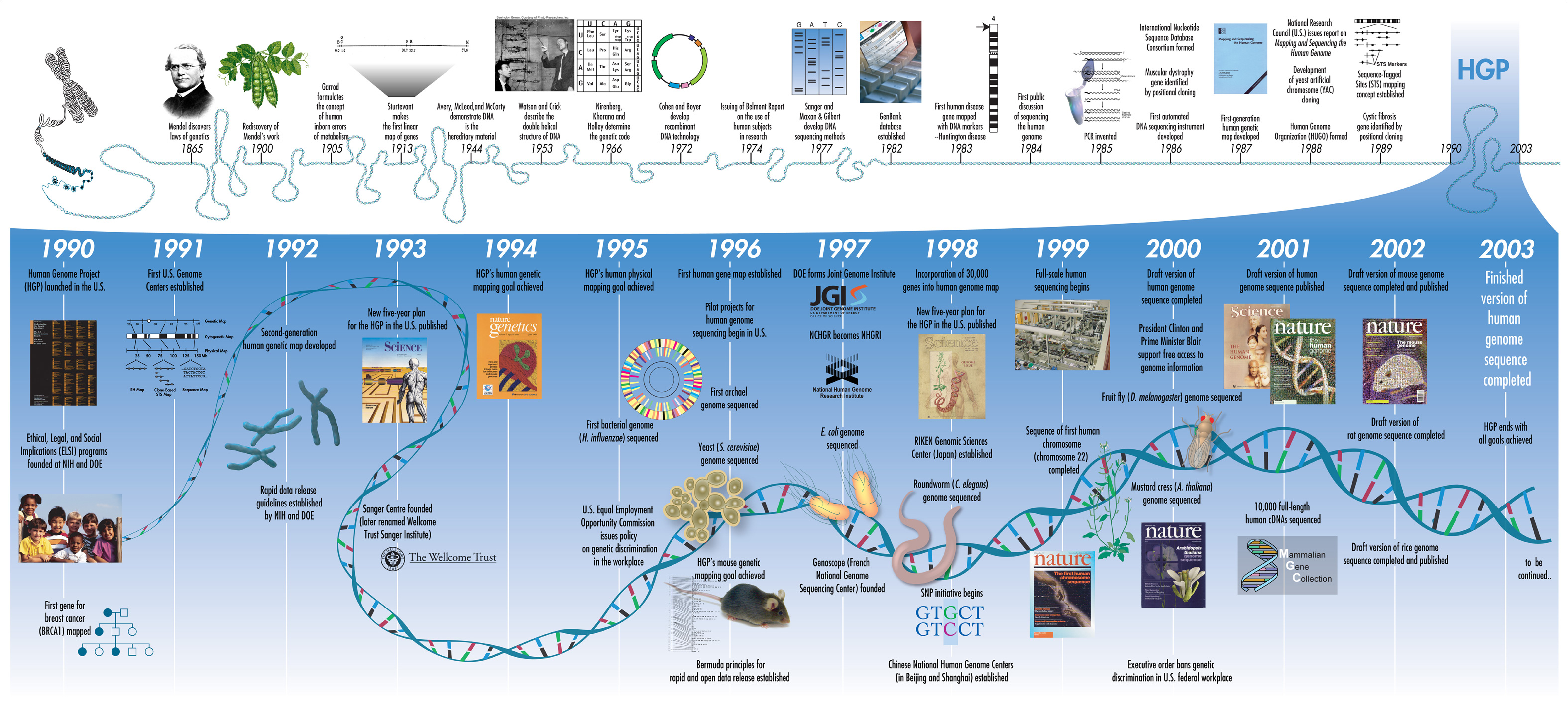
Хронологія Проєкту геному людини

Одним із найбільш монументальних наукових починань у геноміці був Проєкт геному людини. Започаткований у 1990 році та повністю завершений у 2003 році, Проєкт геному людини мав на меті секвенувати та картувати весь геном людини. Спільними зусиллями були задіяні вчені з усього світу, що призвело до публікації опису послідовності геному людини в провідних наукових журналах Nature і Science.
Подальші дослідження, опубліковані в 2022 році, пролили світло на функції навіть тих ділянок геному, що залишились недослідженими під час Проєкту геному людини.

### Еволюція секвенування

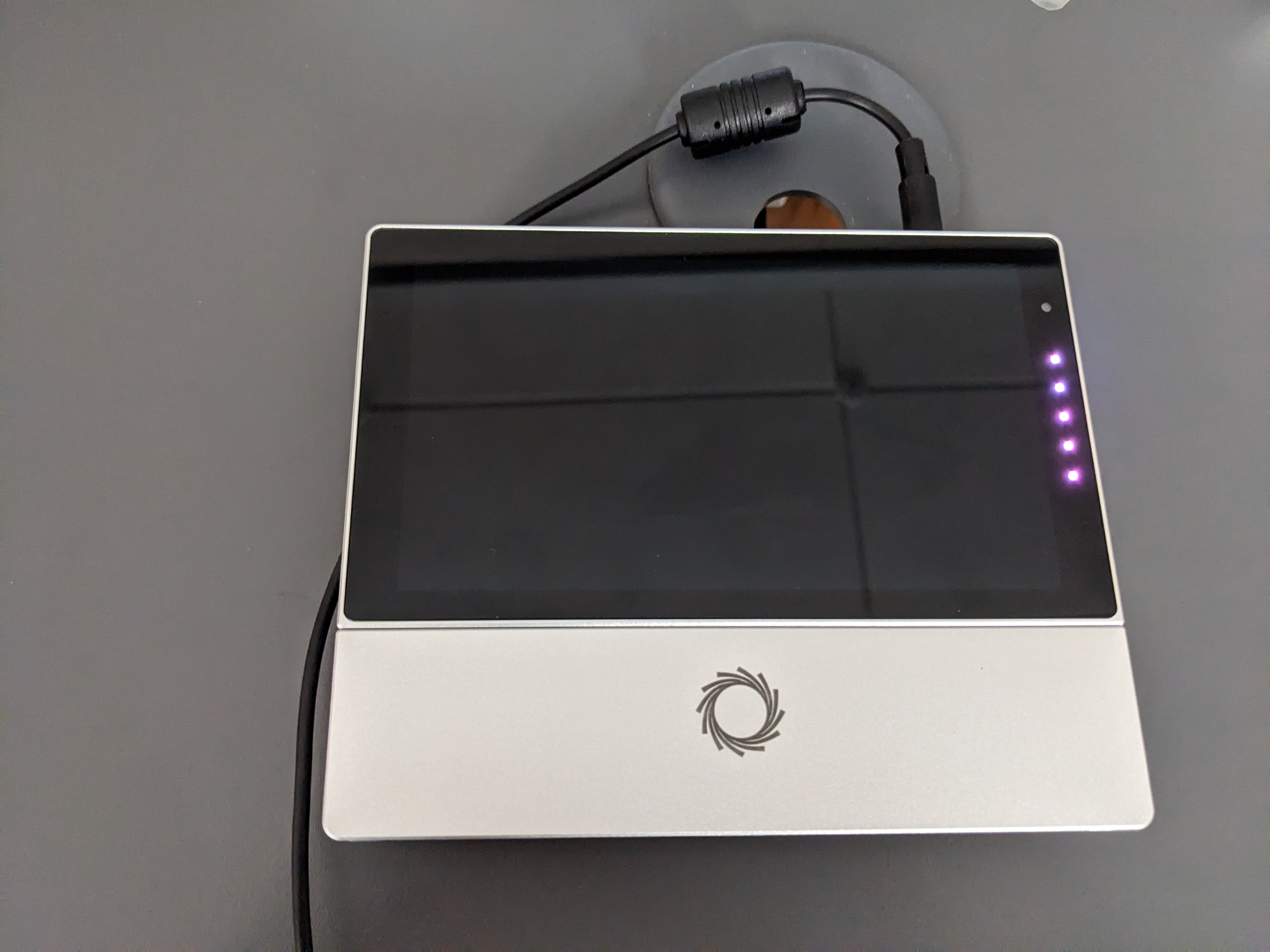
Секвенсор Oxford Nanopore Technologies Mk1c

Еволюція високопродуктивних технологій секвенування — секвенування наступного покоління (NGS), такі як секвенування Illumina, піросеквенування та іонне напівпровідникове секвенування, експоненціально розширили можливості секвенування, уможливлюючи швидший і економічніший аналіз геномів. Розробка платфор NGS такими компаніями, як Illumina, і подальші їх вдосконалення значно сприяли нашій здатності швидко й відносно дешево декодувати геноми.

### Редагування генома
Останні роки стали свідками появи CRISPR-Cas9 як революційного інструменту для точного редагування генома. За відкриття та викристання CRISPR-Cas9 для цільового редагування генів, як описано в статті «Програмована подвійна РНК-керована ДНК-ендонуклеаза в адаптивному бактеріальному імунітеті», Дженніфер Даудна та Еммануель Шарпентьє, отримали Нобелівську премію з хімії у 2020 році та цілу низку престижних наукових нагород.

## Термінологія
Термін «геном» був запропонований Гансом Вінклером в 1920 році для опису сукупності генів в гаплоїдному наборі хромосом організмів одного біологічного виду. Первинний сенс цього терміна вказував на те, що поняття геному на відміну від генотипу є генетичною характеристикою виду в цілому, а не окремої особини. З розвитком молекулярної генетики значення цього терміна змінилося. Відомо, що ДНК, яка є носієм генетичної інформації у більшості організмів і, отже, складає основу геному, включає не тільки гени в сучасному сенсі цього слова. Велика частина ДНК еукаріотичних клітин представлена некодуючими («надмірними») послідовностями нуклеотидів, які не містять в собі інформації про білки. Таким чином, основну частину геному будь-якого організму складає вся ДНК його гаплоїдного набору хромосом.
Терміну «геном» важко надати повне і чітке визначення. Коли він був вперше визначений у 1920 році, це визначення мало такий вигляд:
|  | набір гаплоїдних хромосом, який разом із відповідною протоплазмою визначає матеріальні основи виду. |

На початку 21 сторіччя, а особливо з розвитком нових методів секвенування, стає все більше відомостей про послідовності ДНК як різних видів, так і окремих організмів в межах виду, настільки що розповсюдженою є фраза «ера геноміки». На початку 2020 року Genetics Home Reference має таке визначення геному:
|  | Геном — це повний набір ДНК організму, включаючи всі його гени. Кожен геном містить всю інформацію, необхідну для будови та підтримки функціонування цього організму. У людей копія всього геному — понад 3 мільярдів пар основ ДНК — міститься у всіх клітинах, що мають ядро. |

Проте з таким визначенням також є проблеми, адже «повний набір ДНК організму» виключає епігенетичні особливості організму чи той факт що організми часто живуть у стані симбіозу і для «підтримки функціонування організму» необхідне існування інших організмів-симбіонтів (напр. мікрофлора кишківника людини), але дане визначення не захоплює цих симбіонтів. Проте для позначення геному організму-хазяїна та геному мікроорганізмів-симбіонтів (мікробіом) використовують термін «гологеном»

## Структура геномів

### Генетичний матеріал

Схематична каріограма людини. Дає огляд геному людини з пронумерованими парами хромосом, його основними змінами протягом клітинного циклу (угорі по центру) і мітохондріальним геномом у масштабі (внизу ліворуч).

Геноми охоплюють спадковий матеріал організмів, який переважно складається з дезоксирибонуклеїнової кислоти (ДНК) у більшості організмів і рибонуклеїнової кислоти (РНК) у деяких вірусах. ДНК служить сховищем генетичної інформації, кодуючи інструкції для синтезу білків і контролюючи різні клітинні процеси. Хоча РНК зазвичай бере участь у синтезі білка, у деяких випадках може також відігравати регуляторну та каталітичну роль.
Крім того, генетична інформація у клітинах знаходиться й у деяких інших частинах клітини, таких як мітохондрії (мтДНК) та ДНК хлоропластів (хпДНК) у клітинах еукаріотів, та плазміди та певні типи внутрішніх вірусів у бактерій.
Обсяг генетичної інформації може відрізнятися між клітинами, що розвиваються від зародкових ліній (які формують майбутні статеві клітини) і звичайними соматичними клітинами тіла. Наприклад, деякі клітини тіла можуть втрачати частину своєї генетичної інформації під час дозрівання, як, наприклад, у випадку еритроцитів ссавців, які втрачають свої ядра. Також можуть відбуватися зміни у генах через активність транспозонів або процесів, пов'язаних із рекомбінацією генетичних послідовностей, як V(D)J-рекомбінація у клітинах імунної системи.
Отже, під геномом організму розуміють сумарну ДНК гаплоїдного набору хромосом і кожного з позахромосомних генетичних елементів, що міститься в окремій клітині зародкової лінії багатоклітинного організму. У визначенні геному окремого біологічного виду необхідно враховувати, по-перше, генетичні відмінності, пов'язані із статтю, оскільки чоловічі і жіночі статеві хромосоми відрізняються. По-друге, через величезну кількість алельних варіантів генів і супутніх послідовностей, які присутні в генофонді великих популяцій, можна говорити лише про якийсь усереднений геном, який сам по собі може мати істотні відмінності від геномів окремих особин. Розміри геномів організмів різних видів значно відрізняються один від одного і при цьому залежність між рівнем еволюційної складності біологічного вигляду і розміром його геному досить слабка.

### Хромосоми та організація геному
В еукаріотичних організмах ДНК організована в структури, які називаються хромосоми, що містяться в клітинному ядрі. Кожна хромосома складається з довгих ниток ДНК, обгорнутих навколо білків, званих гістонами, утворюючи комплекс хроматин. Розташування генів, регуляторних елементів і некодуючих послідовностей уздовж хромосоми визначає функціональні та структурні компоненти геному.
Структура хромосом зазнає динамічних змін на різних етапах клітинного циклу. Конденсація та деконденсація хроматину відіграють вирішальну роль у регуляції експресії генів і клітинних процесів. Ієрархічна організація хроматину в петлі, домени та структури вищого порядку впливає на функцію та доступність геному.

### Гени та некодуючі регіони
Гени — це специфічні послідовності ДНК, які містять інструкції для синтезу білків або функціональних молекул РНК. Регуляторні елементи, такі як промотори та енхансери, контролюють експресію генів, регулюючи транскрипцію ДНК у РНК. Некодуючі ділянки, які колись вважалися «сміттєвою ДНК», тепер визнані важливими регуляторами експресії генів, структурних елементів і факторів еволюційного прогресу.

### Реплікація, транскрипція та трансляція ДНК
Реплікація ДНК є фундаментальним процесом, який забезпечує точну передачу генетичної інформації під час поділу клітини. Транскрипція означає синтез РНК з матриці ДНК, тоді як трансляція перетворює інформацію, яку передає РНК, у білки. Ці процеси чітко регулюються та керуються складними молекулярними механізмами.

### Епігенетика та епігеном
Епігенетичні механізми охоплюють різноманітні процеси, включаючи метилювання ДНК, модифікації гістонів і регуляції некодуючими РНК, які разом формують епігеном — надгеномний рівень регуляції геному.
Метилювання ДНК передбачає додавання метильних груп до певних послідовностей ДНК, що часто пов’язано з глушінням генів – вимкненням транскрипції.
Модифікації гістонів, такі як ацетилювання, метилювання, фосфорилювання та убіквітування, змінюють структуру хроматину та впливають на доступність генів, "вмикаючи" чи "вимикаючи" їх.
Некодуючі РНК, такі як мікроРНК і довгі некодуючі РНК, відіграють роль у посттранскрипційній регуляції та ремоделюванні хроматину.

## Варіативність і різноманітність геному
Варіативність генома охоплює різноманітність генетичних послідовностей, структурних варіацій і мутацій, присутніх у популяціях і в різних видах. Однонуклеотидний поліморфізм (SNP), вставки, делеції та варіації кількості копій сприяють генетичній гетерогенності (різнородності), що спостерігається як в окремих осіб, так і серед різних популяцій.

### Мутації та їх вплив на фенотипи
Мутації, зміни в послідовності ДНК, є основними джерелами генетичної варіації. Точкові мутації, такі як заміни, вставки або делеції, можуть мати різноманітний вплив на функцію гена, структуру білка та, як наслдок, на фенотипові ознаки. Розуміння наслідків мутацій має вирішальне значення для з’ясування генетичної основи специфічних ознак, генетичних хвороб і еволюційних процесів.

### Різноманітність геному людини
Проєкт геному людини виявив значні генетичні варіації серед індивідів, підкресливши наявність мільйонів однонуклеотидних поліморфізмів і структурних варіацій у геномі людини. Такі дослідження, як HapMap і проєкт 1000 геномів, глибше досліджували генетичне різноманіття людини, надаючи цінну інформацію про популяційну генетику та сприйнятливість до захворювань у різних етнічних групах.

### Еволюційне значення різноманітності геному
Різноманітність геномів служить сировиною для еволюції, дозволяючи популяціям адаптуватися до мінливого середовища та сприяючи різноманіттю біологічних видів. Порівняльна геноміка між видами з’ясовує еволюційні зв’язки, визначаючи ділянки генома, важливі для основних біологічних функцій, і розуміння генетичної основи адаптації.

## Розмір геному
Розмір геному — загальна кількість пар основ ДНК в одній копії гаплоїдного геному. Розмір геному позитивно корелює з морфологічною складністю лише прокаріотів та нижчих еукаріотів. Проте еукаріоти, починаючи з молюсків, втрачають цю кореляцію — у цих організмів розмір геному не відповідає еволюційній складності організму.
Для визначення найменшого можливого геному, з яким може існувати організм, ведуться досліди . Так, дослідники з інституту К.Вентера розробили гіпотетичний мінімальний геном, з яким може існувати організм, і підсадили його до Mycoplasma capricolum, з якої попередньо прибрали власну ДНК
. Організм, названий SYN-1,0, не був життєздатним. SYN-1,0 містив 901 ген. Після декількох спроб вдалося розробити організм SYN-3,0, з розміром геному 531 тис. пар основ та 473 генами — найменший геном серед вільно живучих організмів на 2016 рік.
| Тип                       | Організм                                     | Розмір геному (пари основ, bp) | Розмір геному (пари основ, bp) | Приблизна кількість генів | Примітки                                                             |
| ------------------------- | -------------------------------------------- | ------------------------------ | ------------------------------ | ------------------------- | -------------------------------------------------------------------- |
| Віруси                    | свинячий цирковірус тип 1                    | 1,759                          | 1.8 kb                         |                           | Найменші віруси, що можуть автономно існувати в клітинах еукаріотів. |
| Вірус                     | Фаг MS2                                      | 3,569                          | 3.5kb                          |                           | Перший секвенований РНК-геном                                        |
| Вірус                     | Вірус SV40                                   | 5,224                          | 5.2kb                          |                           | [ 27 ]                                                               |
| Вірус                     | Фаг ΦX174                                    | 5,386                          | 5.4kb                          |                           | Перший секвенований ДНК геном                                        |
| Вірус                     | ВІЛ                                          | 9,749                          | 9.7kb                          |                           | [ 29 ]                                                               |
| Вірус                     | Фаг λ                                        | 48,502                         | 48kb                           |                           | Часто використовується як вектор для клонування рекомбінантних ДНК   |
| Вірус                     | Мегавірус                                    | 1,259,197                      | 1.3Mb                          |                           | До 2013 найбільший відомий геном вірусів.                            |
| Вірус                     | Pandoravirus salinus                         | 2,470,000                      | 2.47Mb                         |                           | найбільший відомий геном вірусів.                                    |
| Бактерія                  | Nasuia deltocephalinicola (штам NAS-ALF)     | 112,091                        | 112kb                          |                           | Найменший геном не вірусів.                                          |
| Бактерія                  | Гемофільна паличка                           | 1,830,000                      | 1.8Mb                          |                           | Перший секвенований геном, Липень 1995                               |
| Бактерія                  | Escherichia coli                             | 4,600,000                      | 4.6Mb                          | 4288                      | [ 37 ]                                                               |
| Бактерія — ціанобактеріїя | Prochlorococcus spp. (1.7 Mb)                | 1,700,000                      | 1.7Mb                          | 1884                      | Найменший відомий геном ціанобактерій                                |
| Бактерія — ціанобактеріїя | Nostoc punctiforme                           | 9,000,000                      | 9Mb                            | 7432                      | 7432 відкритих рамок зчитування                                      |
| Амеба                     | Polychaos dubium («Amoeba» dubia)            | 670,000,000,000                | 670Gb                          |                           | Найбільший відомий геном. (Спірно)                                   |
| Рослина                   | Genlisea tuberosa                            | 61,000,000                     | 61Mb                           |                           | Найменший відомий геном покритонасінних, 2014.                       |
| Рослина                   | Arabidopsis thaliana                         | 157,000,000                    | 157Mb                          | 25498                     | Перший секвенований геном рослин, грудень 2000.                      |
| Рослина                   | Populus trichocarpa (тополя)                 | 480,000,000                    | 480Mb                          | 73013                     | Перший секвенований геном дерева, вересень 2006                      |
| Рослина                   | Paris japonica (Japanese-native, pale-petal) | 150,000,000,000                | 150Gb                          |                           | Найбільший геном рослин                                              |
| Рослина — мох             | Physcomitrella patens                        | 480,000,000                    | 480Mb                          |                           | Перший секвенований геном мохоподібних, Січень 2008.                 |
| Гриб — дріжджі            | Saccharomyces cerevisiae (пивні дріжджі)     | 12,100,000                     | 12.1Mb                         | 6294                      | Перший секвенований геном еукаріот, 1996                             |
| Нематода                  | Pratylenchus coffeae                         | 20,000,000                     | 20Mb                           |                           | Найменший відомий геном тварини                                      |
| Нематода                  | Caenorhabditis elegans                       | 100,300,000                    | 100Mb                          | 19000                     | Перший секвенований геном багатоклітинного організму, грудень1998    |
| Комаха                    | Drosophila melanogaster (плодова муха)       | 175,000,000                    | 175Mb                          | 13600                     | [ 52 ]                                                               |
| Комаха                    | Apis mellifera (медоносна бджола)            | 236,000,000                    | 236Mb                          | 10157                     | [ 53 ]                                                               |
| Комаха                    | Bombyx mori (шовкопряд)                      | 432,000,000                    | 432Mb                          | 14623                     | [ 54 ]                                                               |
| Ссавці                    | Mus musculus (миша)                          | 2,700,000,000                  | 2.7Gb                          | 20210                     | [ 55 ]                                                               |
| Ссавці                    | Homo sapiens                                 | 3,200,000,000                  | 3.2Gb                          | 20000                     | [ 56 ] [ 57 ]                                                        |
| Риби                      | Tetraodon nigroviridis                       | 385,000,000                    | 390Mb                          |                           | Найменший відомий геном хребетних тварин                             |

## Перспективні технології в дослідженнях генома

### Секвенування третього покоління

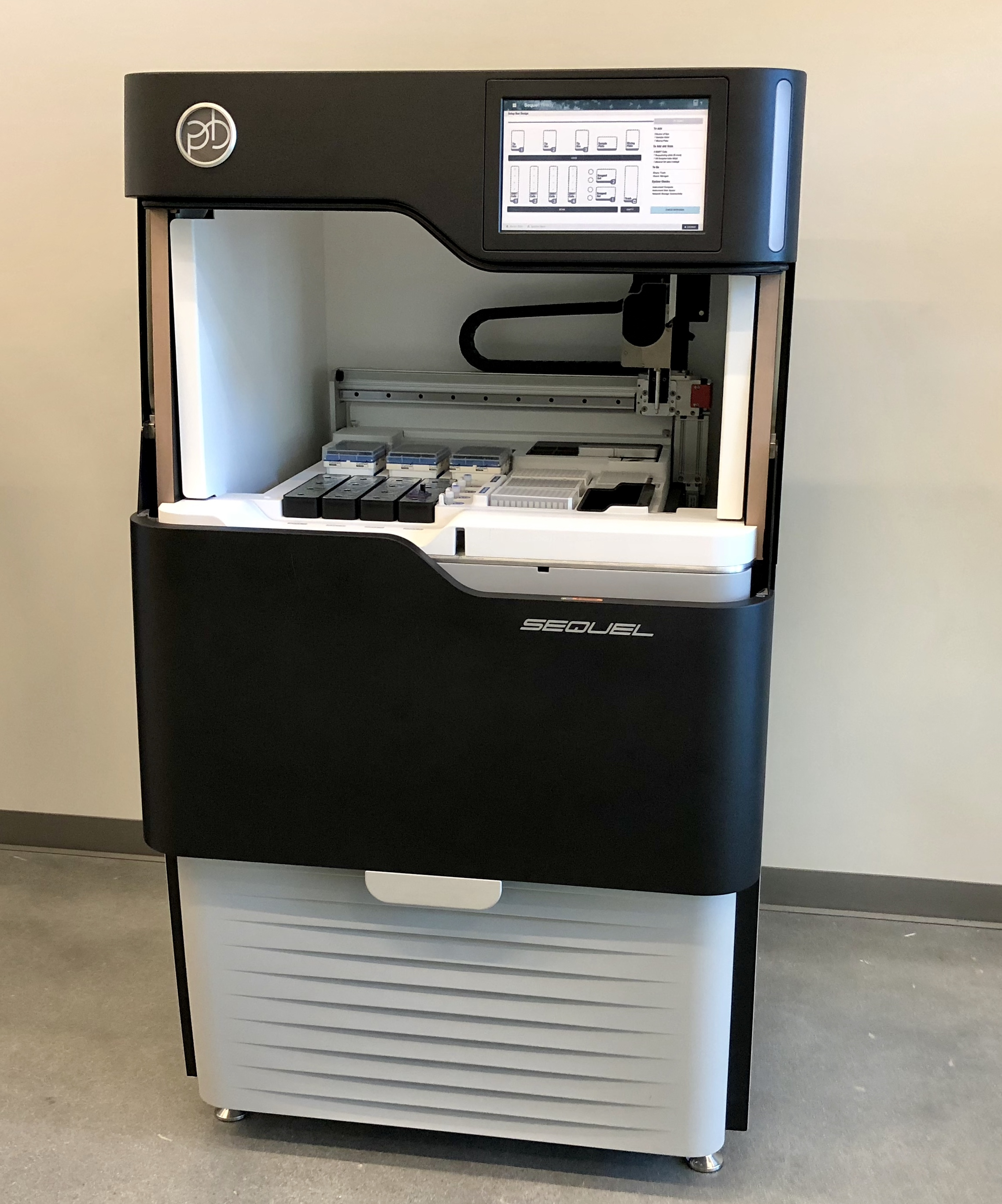
Апарат для секвенування PacBio (від Pacific Biosciences)

Технології секвенування третього покоління, такі як секвенування Oxford Nanopore та одномолекулярне секвенування в реальному часі (SMRT або PacBio-секвенування), пропонують секвенування в реальному часі та можливість секвенування більшої довжини зчитувань. Ці досягнення підвищують точність, дозволяючи аналізувати складні геномні області, структурні варіації та епігенетичні модифікації з більшою точністю та ефективністю.

### Одноклітинна геноміка
Методи секвенування окремих клітин (одноклітинний аналіз) революціонізують наше розуміння клітинної гетерогенності в тканинах. Вони дають уявлення про процеси розвитку, механізми захворювання та потенційні терапевтичні цілі, характеризуючи окремі клітини та розкриваючи клітинно-специфічні генетичні ознаки.

### Функціональна геноміка на основі CRISPR
Методи функціональної геноміки на основі CRISPR, такі як нокаут генів і активаційні екрани, дозволяють високопродуктивно з’ясувовати функції генів і регуляторні мережі. Ці інструменти допомагають розкрити складні генетичні взаємодії та шляхи, що лежать в основі захворювань, відкриваючи шлях для потенційних терапевтичних втручань.

### Мультиоміка

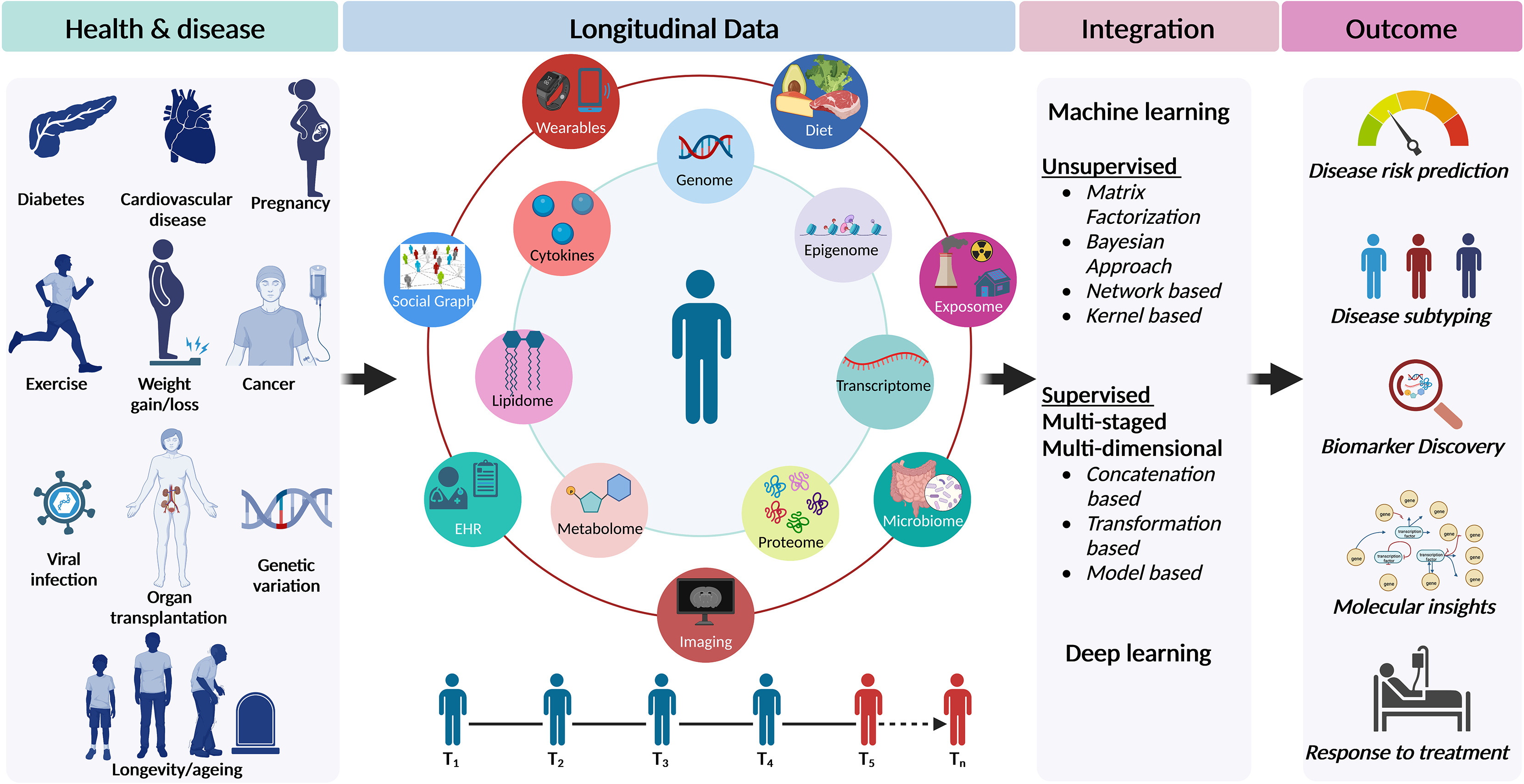
Інтеграція різних даних оміксних технологій та інших даних в мультиоміці.

Мультиоміка — інтегративний аналіз біологічних даних в біоінформатиці, який поєднує геноміку з іншими оміксними дослідженнями (наприклад, епігеномікою, транскриптомікою, протеомікою, метаболомікою), пропонує цілісне розуміння біологічних систем. Це комплексне відображення молекулярних взаємодій і регуляторних мереж є перспективним у персоналізованій медицині та системній біології.

### Генотерапія та редагування генома
Постійний прогрес у технологіях редагування генів, таких як системи CRISPR і редагування основ, пропонують багатообіцяючі шляхи для точної генотерапії та редагування генома. Ці технології мають потенціал для лікування генетичних розладів, та різноманітних захворювань шляхом точної модифікації геному.

## Додаткова література
- А. В. Сиволоб (2008). Молекулярна біологія (PDF). К: Видавничо-поліграфічний центр "Київський університет". с. 103-130. Архів оригіналу (PDF) за 4 березня 2016. Процитовано 17 березня 2016.
- Медична біологія / За ред. В. П. Пішака, Ю. І. Бажори. Підручник. - М-42 Вінниця: Нова Книга, 2004. - 656 с: іл. ISBN 966-7890-35-X
- Серія книг Population Genomics (Springer, 2019-2023+)
- Серія книг Compendium of Plant Genomes (Springer, 2014-2023+)
- Roy Sanjiban Sekhar; Taguchi Yoshihiro, ред. (2022). Handbook of machine learning applications for genomics. Studies in Big Data. Singapore: Springer. ISBN 978-981-16-9157-7.
- Геном. Автобіографія виду у 23 главах / М. Рідлі; [пер. з англ. О. Реви, З. Лобач]. — Київ: КМ-БУКС, 2018. — 408 с. — ISBN 617-7489-67-1.
- Setubal João Carlos; Stoye Jens; Stadler Peter F. (2018). Comparative genomics: methods and protocols. Methods in molecular biology. New York, NY: Humana Press. ISBN 978-1-4939-7461-0.
- Kaufmann Michael; Klinger Claudia; Savelsbergh Andreas (2017). Functional genomics: methods and protocols. Methods in molecular biology (3rd edition). New York, NY: Humana Press. ISBN 978-1-4939-7230-2.
- Mathé Ewy; Davis Sean, ред. (2016). Statistical genomics: methods and protocols. Methods in molecular biology. New York, NY: Humana Press. ISBN 978-1-4939-3576-5.